# Alfadle ibne Rau ibne Hatim Almoalabi
Alfadle ibne Rau ibne Hatim Almoalabi (em árabe: الفضل بن روح بن حاتم المهلبي‎‎; romaniz.: Al-Fadl ibn Rawh ibn Hatim al-Muhallabi; m. 794) foi membro da família dos moalábidas e um governador provincial do Califado Abássida. Foi o último governador moalábida de Ifríquia, servindo de 793 até sua morte.

## Biografia
Alfadle era filho de Rau ibne Hatim Almoalabi, que foi governador de Ifríquia de 787 até 791. Após a morte de Rau, Nácer ibne Habibe Almoalabi tornou-se governador da província, mas Alfadle, que estava então a cargo da região de Zabe, queria a posição. Ele deixou Ifríquia e fez seu caminho à corte do califa Harune Arraxide (r. 786–806), a quem convenceu para dar-lhe a nomeação. Nácer foi então demitido e Almoalabi ibne Iázide foi feito governador interino até Alfadle retornou à província na primavera de 791 e tomar seu novo domínio.
O governo de Alfadle rapidamente tornou-se problemático devido suas relações precárias com as tropas quarteladas (junde), com quem lidou com severidade por continuarem preferindo Nácer. Estas tensões tornam-se particularmente agudas em Túnis, onde o governador e sobrinho de Alfadle, Muguira ibne Bixer ibne Rau, foi detestado pelo junde local. O último posteriormente escreveu para Alfadle, solicitando que um novo governador fosse nomeado, mas Alfadle se recusou. Em resposta o junde tomou medidas por conta própria, organizando-se sob Abedalá ibne Aljarude e expulsando Muguira da cidade.
Após a expulsão de Muguira, ibne Aljarude inicialmente tentou alcançar um acordo com Alfadle, escrevendo-lhe para insistir que não foi planejada qualquer deslealdade e solicitando um substituto adequado. Alfadle respondeu nomeando seu primo Abedalá ibne Iázide ibne Hatim para Túnis e enviou para tomar comando da cidade. Quando Abedalá ibne Iázide aproximou-se de Túnis, contudo, foi encontrado por um grupo enviado por ibne Aljarude para falar com ele; ignorando as ordens de Aljarude, atacaram Abedalá e mataram-no.
Agora acreditando que a reconciliação com Alfadle era impossível, ibne Aljarude decidiu rebelar-se contra ele. Ele escreveu aos comandantes de cada cidade da Ifríquia, lembrando-os de como Alfadle tinha abusado deles e incitou-os para unir-se a causa. Com muitos dos jundes apoiantes ibne Aljarude, Alfadle foi forçado a marchar contra os rebeldes. Na batalha resultante, Alfadle foi derrotado e retirou-se para Cairuão; o exército de ibne Aljarude, contudo, persuadiu-o a sitiar a cidade por algum tempo. Posteriormente, os habitantes de Cairuão concordaram em abrir as portas para os rebeldes, permitindo a ibne Aljarude e seu exército entrarem em setembro de 794. Após a conquista, Alfadle e seus apoiantes partiram da cidade e dirigiram-se a Gabes, mas ibne Aljarude decidiu não permitir isso e matou Alfadle.